# 盧布娜·班哈賈
盧布娜·班哈賈（2001年2月11日—）是一名阿爾及利亞女子田徑運動員，主攻400米跨欄項目。她曾獲得2018年夏季青年奧林匹克運動會田徑比賽女子400米跨欄亞軍，她也參加了2020年夏季奧林匹克運動會。

## 外部連結
- 盧布娜·班哈賈在的頁面
- 盧布娜·班哈賈的Instagram帳戶